# (10361) Bunsen
Pour les articles homonymes, voir Bunsen.
(10361) Bunsen est un astéroïde de la ceinture principale.

## Description
(10361) Bunsen est un astéroïde de la ceinture principale. Il fut découvert le 12 août 1994 à La Silla par Eric Walter Elst. Il présente une orbite caractérisée par un demi-grand axe de 2,29 UA, une excentricité de 0,12 et une inclinaison de 3,6° par rapport à l'écliptique.

## Compléments